# The Impossible Dream
Albums de Sensational Alex Harvey Band
Next...
(1973) Tomorrow Belongs to Me
(1975)
The Impossible Dream, sorti en 1974, est le troisième album du groupe de rock écossais The Sensational Alex Harvey Band.

## L'album
À l'exception d'un titre, toutes les compositions sont du groupe.

## Les musiciens
- Alex Harvey : voix
- Zal Cleminson : guitare
- Chris Glen : basse
- Ted McKenna : batterie
- Hugh McKenna : claviers

## Les titres
1. The Hot City Symphony : Vambo/Man in the Jar - 13 min 21 s
2. River of Love - 3 min 16 s
3. Long Hair Music - 4 min 43 s
4. Hey - 40 s
5. Sergeant Fury - 3 min 32 s
6. Weights Made of Lead - 2 min 41 s
7. Money Honey/Impossible Dream - 2 min 11 s
8. Tomahawk Kid - 4 min 38 s
9. Anthem - 7 min 56 s

## Informations sur le contenu de l'album
- Sergeant Fury et Anthem seront les singles de l'album.
- Money Honey est une reprise des Drifters de 1953.
- The Impossible Dream (The Quest) (en) est une chanson extraite de la comédie musicale américaine Man of La Mancha (adaptée et interprétée en français par Jacques Brel, en 1968, sous le titre La Quête, tirée de l'adaptation qu'il fit L'Homme de La Mancha).